# Jim Starlin
James P. Starlin (Detroit, 9 d'octubre de 1949) és un autor de còmic i escriptor estatunidenc. Començant la seva carrera a principis dels anys setanta, és conegut sobretot per les històries de space opera, per renovar els personatges de Marvel Comics Captain Marvel i Adam Warlock, i per crear o co-crear els personatges de Marvel Thanos, Drax the Destroyer, Gamora i Shang-Chi. Més tard, per a DC Comics, va dibuixar molts dels seus personatges emblemàtics, inclosos Darkseid i altres personatges del Fourth World de Jack Kirby, i va escriure el guió de la mort de Jason Todd, el segon Robin, durant la seva carrera a Batman. Per a Epic Illustrated, va crear el seu propi personatge, Dreadstar.

## Primers anys de vida
Jim Starlin va néixer el 9 d'octubre de 1949 a Detroit, Michigan. Va tenir una educació catòlica. A la dècada de 1960, Starlin va exercir com a fotògraf d'aviació a la Marina dels Estats Units a Vietnam. Durant el seu temps fora de servei, va dibuixar i presentar diversos còmics.

### Carrera inicial
Després de deixar la Marina, Starlin va vendre dues històries a DC Comics.
Després d'escriure i dibuixar històries per a diverses publicacions de fans, Jim Starlin va entrar a la indústria del còmic el 1972, treballant per a Roy Thomas i John Romita a Marvel Comics. Starlin va formar part de la generació d'artistes i escriptors que van créixer com a fans de Marvel Comics de l'Edat de Plata. En un panell centrat en Steve Ditko a la Comic-Con International de 2008, Starlin va dir: "Tot el que vaig aprendre sobre la narració va ser [degut a] ell o a Kirby. [Ditko] va fer els millors esbossos."
El primer treball de Starlin per a Marvel va ser com a finalitzador de les pàgines de The Amazing Spider-Man. Després va dibuixar tres números d' Iron Man, que presentaven els personatges de Thanos i Drax the Destroyer. Aleshores se li va donar l'oportunitat de dibuixar un número (núm. 25) del títol "còsmic" Captain Marvel. Starlin va assumir com a argumentador el número següent i va començar a desenvolupar un arc narratiu elaborat centrat en el malvat Thanos, que es va estendre per diversos títols de Marvel. Starlin va deixar Capitain Marvel un número després de concloure la seva saga de Thanos.
Paral·lelament, a mitjans dels anys setanta, Starlin va contribuir a l'antologia de ciència-ficció independent Star Reach on va desenvolupar les seves idees de Déu, la mort i l'infinit, lliure de les restriccions del braç d'autocensura dels principals editors de còmics, el Comics Code Authority. Starlin també va dibuixar "The Secret of Skull River", entintat pel seu col·laborador habitual Al Milgrom, per a Savage Tales nº 5 (juliol de 1974).
Després de treballar a Captain Marvel, Starlin i l'escriptor Steve Englehart van co-crear el personatge Shang-Chi, Master of Kung Fu, encara que només van treballar en els primers números de la sèrie Master of Kung Fu. Starlin es va fer càrrec del títol Warlock, protagonitzat per un ésser modificat genèticament creat per Stan Lee i Jack Kirby a la dècada de 1960 i reimaginat per Roy Thomas i Gil Kane als anys 70 com una figura semblant a Jesucrist en una Terra alternativa. Visualitzant el personatge com a filosòfic i torturat existencialment, Starlin va escriure i dibuixar una space opera complexa amb temes teològics i psicològics. Warlock es va enfrontar a la militarista Universal Church of Truth (Església Universal de la Veritat), que finalment es va revelar que havia estat creada i dirigida per una evolució malvada del seu futur-passat, conegut com Magus. Starlin finalment va incorporar Thanos a aquesta història. L'historiador de còmics Les Daniels va assenyalar que "En una breu etapa amb Marvel, que va incloure treballs en dos personatges [Capità Marvel i Adam Warlock] que abans mai havien deixat la seva empremta, Starlin va aconseguir crear un seguiment de culte considerable".
A la tardor de 1978, Starlin, Howard Chaykin, Walt Simonson i Val Mayerik van formar Upstart Associates, un espai d'estudi compartit a West 29th Street a la ciutat de Nova York. La pertinença a l'estudi va canviar amb el temps.
La mort i el suïcidi són temes recurrents a l'obra de Starlin: Personificacions de la mort van aparèixer a la seva sèrie Captain Marvel i en una història completa per a Ghost Rider; Warlock se suïcida matant el seu futur jo; i el suïcidi és un tema d'una història de la què va realitzar l'argument i el dibuix per a la revista The Rampaging Hulk.
Starlin va treballar ocasionalment per al principal competidor de Marvel, DC Comics, i va dibuixar històries per a Legion of Super-Heroes i la sèrie protagonitzada per "Batman" a Detective Comics a finals dels anys setanta.

### Dècada de 1980
Starlin va co-crear el supermalvat Mongul amb l'escriptor Len Wein a DC Comics Presents nº 27 (novembre de 1980).
La nova dècada va trobar Starlin creant una història expansiva titulada "The Metamorphosis Odyssey", que va presentar el personatge de Vanth Dreadstar a Epic Illustrated nº 3. Als seus inicis a Epic Illustrated, la història inicial es va pintar en grisos monocromàtics, finalment es va afegir amb altres tons i finalment es va convertir en tot color. La història es va desenvolupar encara més a The Price i Marvel Graphic Novel nº 3 i, finalment, el llarg còmic Dreadstar, publicat primer per Epic Comics, i després per First Comics.
A Starlin se li va donar l'oportunitat de produir una història única en la qual matar un personatge principal. The Death of Captain Marvel es va convertir en la primera novel·la gràfica publicada per la mateixa Marvel.
Starlin i Bernie Wrightson van produir Heroes for Hope, un one-shot de 1985 dissenyat per recaptar diners per a l'alleujament i la recuperació de la fam africana. Publicat en forma de "comic jam", el còmic va incloure una llista de creadors de còmics estrella, així com alguns autors notables de fora de la indústria del còmic, com Stephen King, George R. R. Martin, Harlan Ellison i Edward Bryant. El 1986, ell i Wrightson van produir un segon còmic beneficiós per alleujar la fam. Heroes Against Hunger, amb Superman i Batman, va ser publicat per DC i, com el projecte benefic anterior de Marvel, va comptar amb molts dels principals creadors de còmics.
Starlin es va convertir en l'escriptor de Batman i una de les seves primeres històries per al títol va ser "Ten Nights of The Beast" als números 417–420 (març – juny de 1988) que van presentar el KGBeast. Després, Starlin va escriure la minisèrie de quatre números Batman: The Cult (agost. –nov. 1988) dibuixat per Wrightson, i la història "Batman: A Death in the Family", a Batman #426–429 (desembre de 1988 - gener de 1989), en què Jason Todd, el segon company de Batman en utilitzar el nom de Robin, va ser assassinat pel Joker. La mort va ser decidida pels fans, ja que DC Comics va establir una línia directa perquè els lectors votessin si Jason Todd hauria de sobreviure o no a una situació potencialment fatal. Starlin va ser acomiadat del títol de Batman poc després.
Altres projectes per a DC van incloure escriure The Weird dibuixat per Wrightson i Cosmic Odyssey dibuixat per Mike Mignola. Starlin va escriure i dibuixar Gilgamesh II el 1989 abans de tornar a Marvel.

### Carrera posterior

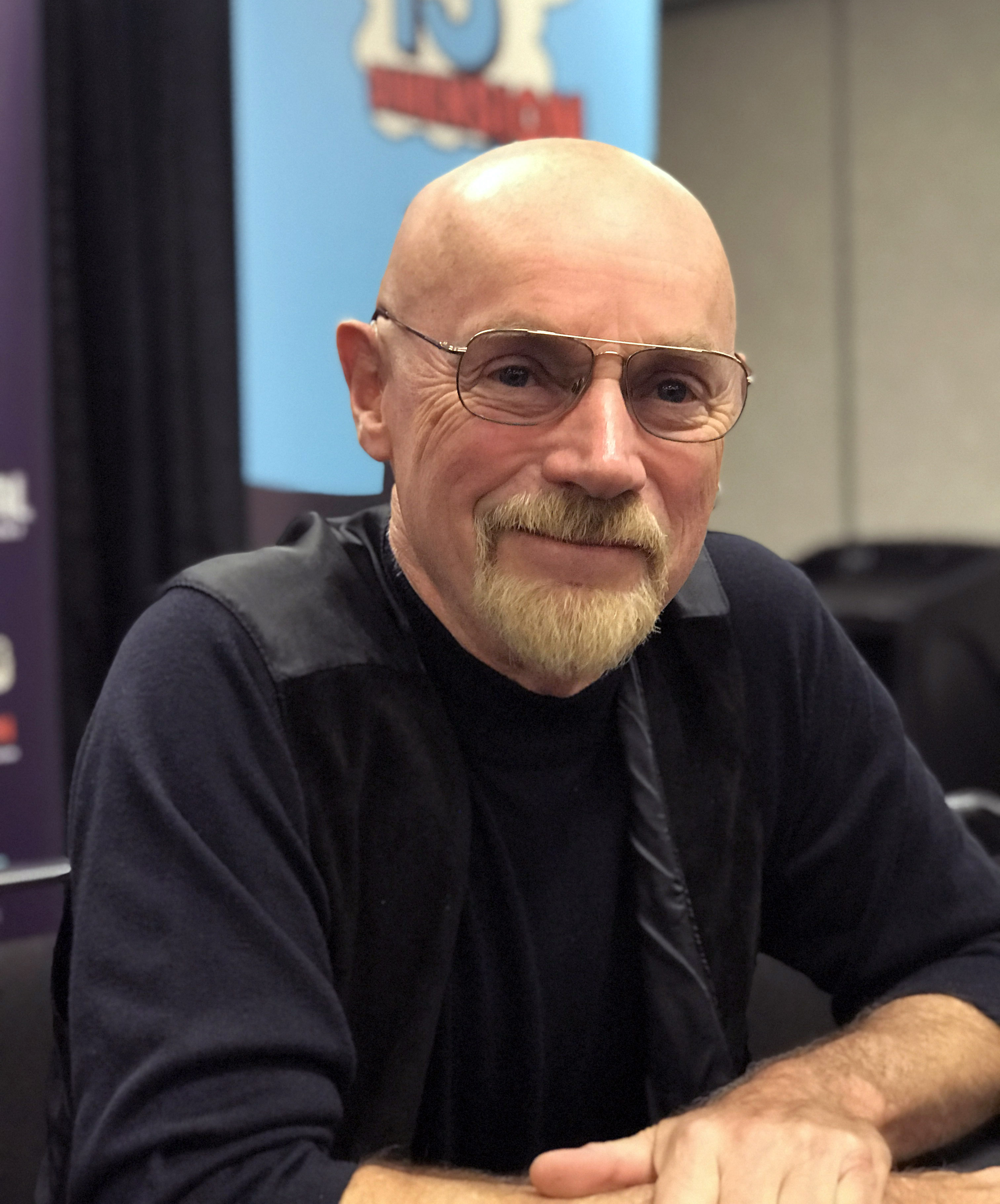
Starlin al Comicon de la costa est l'abril de 2018

De tornada a Marvel, Starlin va començar a escriure el guió d'un renaixement de la sèrie Silver Surfer. Com s'havia convertit en la seva norma de Marvel, va introduir la seva creació Thanos a l'arc de la història, que va portar a la minisèrie The Infinity Gauntlet i la seva història transversal. Aquí, Starlin va tornar a Adam Warlock, a qui havia matat anys abans en la seva història final de Warlock a The Avengers Annual nº 7 i Marvel Two-in-One Annual nº 2 el 1977. The Infinity Gauntlet va tenir èxit i va ser seguit per les minisèries seqüela The Infinity War i Infinity Crusade.
Per a DC va crear Hardcore Station el 1998.
El 2003, Starlin va escriure i dibuixar la minisèrie Marvel: The End. La sèrie va ser protagonitzada per Thanos i una multitud de personatges de Marvel i, posteriorment, a Starlin se li va assignar una sèrie homònima de Thanos. Starlin va treballar després per a empreses independents, creant Cosmic Guard (més tard rebatejada Kid Cosmos) publicat per Devil's Due i després Dynamite Entertainment el 2006.
Starlin va tornar a DC i, amb l'artista Shane Davis, va escriure la minisèrie Mystery in Space vol. 2, amb el Capità Comet i la creació anterior de Starlin, The Weird. Entre 2007 i 2008, va treballar a la minisèrie de DC Death of the New Gods i Rann-Thanagar Holy War, així com una vinculació a Hawkman que va alterar els orígens del personatge. Va escriure la minisèrie de vuit números Strange Adventures el 2009 i el 2013 es va convertir en l'escriptor de Stormwatch, una de les sèries de la línia The New 52, a partir del número 19.
El 2016, la mà de dibuix de Starlin es va ferir en un accident, fet que el va limitar a escriure històries sense tenir l'oportunitat d'il·lustrar-les. “Escriuré la frase em costa dos minuts i l'artista trigarà dia i mig a dibuixar l'escena. Però hi ha una certa satisfacció amb la part del dibuix... t'aixeques de la taula de dibuix al final del dia i hi ha aquesta imatge que abans no hi havia. Això és molt satisfactori i ho trobo a faltar."
A principis del 2020 es va anunciar que Starlin havia rehabilitat la seva mà de dibuix i que publicaria una nova novel·la gràfica de Dreadstar, Dreadstar Returns, amb el suport d'una campanya d'èxit de Kickstarter. El còmic es va publicar als Estats Units el juny de 2021.

## Altres treballs
- Starlin va coescriure quatre novel·les amb la seva aleshores dona Daina Graziunas (amb qui es va casar l'octubre de 1980):[47] Among Madmen (1990, Roc Books), Lady El (1992, Roc Books), Thinning the Predators (1996, Warner Books). edició de butxaca titulada Predators); i Pawns (1989, serialitzada al còmic Dreadstar nº 42–54).

- Starlin fa un cameo a la pel·lícula Avengers: Endgame com a membre del grup de suport de Steve Rogers.[48]

## Premis
- 1973: Va guanyar el premi Shazam "Nou talent destacat", empatat amb Walt Simonson[49]
- 1974: Nominat al premi Shazam "Assoliment superior d'un individu"
- 1975: va guanyar el Comic Fan Art Award al "Dibuixant Professionat Preferit"
- 1975: va rebre un premi Inkpot[50]
- 1977: Nominat al premi Eagle "Artista de còmics preferit".
- 1978:
  - Va guanyar el premi Eagle "Favourite Single Story" per a Avengers Annual nº 7: The Final Threat
  - Va guanyar el premi Eagle "Favourite Continued Story" per a Avengers Annual nº 7 / Marvel Two-in-One Annual nº 2
  - Nominat al premi Eagle "Artista favorit".
  - Nominat al premi "Millor còmic" de fantasia britànica, per Avengers Annual nº 7: The Final Threat
- 1979: Nominat al "Millor còmic" British Fantasy Award, per Among the Great Divide (The Rampaging Hulk nº 7), amb Steve Gerber i Bob Wiacek
- 1986:
  - Va guanyar el premi Haxtur "Millor història llarga" per Dreadstar[51]
  - Va rebre el Bob Clampett Humanitarian Award, juntament amb Bernie Wrightson[52]
- 1992:
  - Va guanyar el premi Haxtur al "Millor guió", per Silver Surfer nº 1–5[53]
  - Nominada al premi Haxtur "Millor història llarga", per Silver Surfer nº 1–5, amb Ron Lim[53]
- 1993:
  - Nominada al premi Haxtur al "Millor guió", per Deeply Buried Secrets (Silver Surfer nº 12)[54]
  - Nominada al premi Haxtur "Millor història curta", per Deeply Buried Secrets (Silver Surfer nº 12), amb Ron Lim[54]
- 1995:
  - Nominada al premi Haxtur "Millor història curta", per Daredevil/Black Widow: Abattoir, amb Joe Chiodo[55]
  - Nominada al premi Haxtur "Millor portada", per la raça #6[55]
- 2005: Va rebre el premi Haxtur "Autor que ens va encantar".
- 2014: Ambaixador especial dels Premis Inkwell (agost de 2014 – present)[56]
- Saló de la Fama del Premi Eisner 2017[57]

### DC Comics
- Adam Strange Special #1 (escriptor, 2008)
- The Adventures of Superman Annual #1 (escriptor, 1987)
- Batman #402 (artista, 1986); #414–430 (escriptor, 1987–1989)
- Batman: The Cult, miniseries, #1–4 (escriptor, 1988)
- Cosmic Odyssey, minisèrie, #1–4 (escriptor, 1988–1989)
- Countdown to Final Crisis #5 (artista, 2008)
- DC Comics Presents #26–29, 36–37 (escriptor/artista, 1980–1981)
- Death of the New Gods miniseries #1–8 (escriptor/artista, 2007–2008)
- Detective Comics #481–482 (escriptor/artista) (1981)
- The Flash (Firestorm històries de complement) #294–296 (artista, 1981)
- Gilgamesh II, miniseries, #1–4 (escriptor i artist, 1989)
- Hardcore Station #1–6 (escriptor/artista, 1998)
- Heroes Against Hunger (escriptor, 1986)
- Kamandi #59 (OMAC, història de complement) (escriptor/artista 1978)
- Mystery in Space minisèrie #1–8 (escriptor/artista amb Shane Davis, 2006–2007)
- New Gods vol. 3 #2–4 (escriptor, amb Paris Cullins, 1989)
- Rann-Thanagar Holy War, minisèrie, #1–8 (escriptor, 2008–2009)
- Richard Dragon, Kung-Fu Fighter #2 (artista, amb Alan Weiss) (1975)
- Stormwatch vol.3 #19–29 (escriptor) (2013–2014)
- Strange Adventures minisèrie #1–8 (escriptor/artista entre d'altres, 2009)
- Superboy (Legion of Super-Heroes) #239, 250–251 (escriptor/artista com "Steve Apollo", amb el coautor Paul Levitz) (1978–1979)
- Superman: The Computers That Saved Metropolis, one-shot (artista, 1980)
- Superman vol. 2 #139 (artista, 1998)
- Sword of Sorcery #5 (artista, 1973)
- The Warlord (OMAC, històries de complement) #37–39 (escriptor/artista 1980)
- The Weird, minisèrie, #1–4 (escriptor, 1988)

### Marvel Comics
- Adventure into Fear (Man-Thing) #12 (artista, 1973)
- Amazing Adventures, vol. 2, #17 (Beast presentació, només 2 pàgines) (artista, 1973)
- The Amazing Spider-Man #113–114 (artist, 1972); #187 (artista, 1978)
- Astonishing Tales (Ka-Zar) #19 (artista, amb Dan Adkins, 1973)
- The Avengers #107 (artista amb George Tuska, 1972); Annual #7 (escriptor/artista, 1977)
- Book of the Dead (Man-Thing), miniseries, #3 (artista, 1994)
- Captain Marvel #25–34 (art complet); #36 (només 3 pàgines) (escriptor/artista, 1973–1974)
- Captain Marvel vol. 4 #11, 17–18 (artista, 2000–2001)
- The Cat #4 (with Alan Weiss) (artista, 1973)
- Conan the Barbarian #64 (artista, 1976)
- Daredevil #105 (artista, amb Don Heck, 1973)
- Daredevil/Black Widow: Abattoir (novel·la gràfica) (escriptor, 1993)
- Deadly Hands of Kung-Fu #1–2, 15 (escriptor/artista, 1974–1975)
- Doctor Strange vol.2 #23–26 (escriptor/artista, 1977)
- Dracula Lives #2 (artista amb Syd Shores, 1973)
- Dreadstar #1–26 (escriptor/artista, 1982–1986)
- Epic Illustrated #1–9 (Metamorphosis Odyssey); #14, #15 (Dreadstar), #22, #34 (escriptor/artista, 1980–1986)
- Ghost Rider, vol. 2, #35 (artista, 1979)
- Giant-Size Defenders #1 (només nou pàgines), #3 (artista, 1975)
- Heroes for Hope (escriptor/artista de la contraportada, 1985)
- The Incredible Hulk vol.2 #222 (artista, 1978)
- Infinity Abyss, minisèrie, #1–6 (escriptor/artista, 2002)
- The Infinity Crusade, minisèrie, #1–6 (escriptor, 1993)
- Infinity Entity, minisèrie, #1–4 (escriptor, 2016)
- The Infinity Gauntlet miniseries #1–6 (escriptor, 1991)
- The Infinity War minisèrie #1–6 (escriptor, 1992)
- Iron Man #55–56 (escriptot, 1973)
- Journey into Mystery (vol. 2) #1, 3 (artista, 1972–1973)
- Marvel Fanfare #20–21 (escriptor/artista, 1985)
- Marvel Feature #11–12 (artista, 1973)
- Marvel Graphic Novel #1 (The Death of Captain Marvel), #3 (Dreadstar) (escriptor/artista, 1982); #27 (The Incredible Hulk and the Thing: The Big Change (escriptor, 1987)
- Marvel Premiere (Doctor Strange) #8 (artista, 1973)
- Marvel Preview (Thor) #10 (artista, 1977)
- Marvel: The End, minisèrie, #1–6 (escriptor/artista, 2003)
- Marvel Two-in-One Annual #2 (escriptor/artista, 1977)
- Master of Kung Fu #17, 24 (1974–1975)
- Punisher P.O.V., minisèrie, #1–4 (escriptor, 1991)
- The Punisher: The Ghosts of Innocents (escriptor, 1993)
- The Rampaging Hulk #4 (escriptor/artista, 1977), #7 (Man-Thing presentació) (artista, 1978)
- Savage Tales #5 (dibuixant a lllapis, 1974)
- Shadows & Light #2 (Doctor Strange presentació) (escriptor/artista, 1998), #3 (Werewolf By Night presentació) (escriptor, 1998)
- Silver Surfer, vol. 3, #34–38, 40–48, 50 (escriptor, 1990–1991)
- Silver Surfer: Homecoming original graphic novel (escriptor, 1991)
- The Silver Surfer/Warlock: Resurrection #1–4 (escriptor/artista, 1993)
- Spaceknights #1–5 (escriptor, 2000–2001)
- Special Marvel Edition (Shang-Chi) #15–16 (títol canvia a Master of Kung Fu) (1973–1974)
- Strange Tales (Warlock) #178–181 (escriptor/artista, 1975)
- Thanos #1–6 (escriptor/artista, 2003–2004)
- Thanos Annual #1 (escriptor, 2014)
- Thanos: The Infinity Finale (novel·la gràfica) (escriptor, 2016)
- Thanos: The Infinity Relativity (novel·la gràfica) (escriptor/artista, 2015)
- Thanos: The Infinity Revelation (novel·la gràfica) (escriptor/artista, 2014)
- Thanos vs. Hulk, minisèrie, #1–4 (escriptor/artista, 2015)
- The Thanos Quest, minisèrie, #1–2 (escriptor, 1990)
- Thor, vol. 2, #37 (artista, 2001)
- Warlock #9–15 (escriptor/artista, 1975–1976)
- Warlock and the Infinity Watch #1–31 (escriptor, 1992–1994)
- Warlock Chronicles #1–8 (escriptor, 1993)
- X-Factor Special: Prisoner Of Love (escriptor, 1990)

### Altres editorials
- 'Breed: Book of Genesis #1–6 (minisèrie) (escriptor/artista) (Malibu Comics, 1994)
- 'Breed: Book of Ecclesiastes #1–6 (minisèrie) (escriptor/artista) (Malibu Comics, 1994–1995)
- 'Breed: Book of Revelation #1–7 (minisèrie) (escriptor/artista) (Image Comics 2011)
- Cosmic Guard #1–6 (minisèrie) & Kid Kosmos (novel·la gràfica) (escriptor/artista) (Devil's Due Publishing, 2004–2005, 2007)
- Creepy #106, 114 (artista) (Warren Publishing, 1979–1980)
- Dreadstar #27–32 (escriptor/artista); #33–40 història principal, 42–54, "Pawns" història de complement (escriptor) (First Comics, 1986–1989)
- Eclipse Magazine #1 (escriptor/artista) (Eclipse Enterprises, 1981)
- Eerie #76, 79, 80, 84, 100 (Darklon the Mystic) (escriptor/artista); #101, 128 (artista) (Warren Publishing, 1976–1982)
- Fighting American: Dogs of War #1–3 (escriptor) (Awesome, 1998–1999)
- Heavy Metal (vol 3) #4 (escriptor/artista) (HM Communications, 1979)
- Hellboy: Weird Tales #5 (artista) (Dark Horse, 2003)
- Michael Chabon Presents The Amazing Adventures Of The Escapist #1 (escriptor/artista) (Dark Horse, 2004)
- Star*Reach #1–2 (escriptor/artista) (Star*Reach Productions, 1974)
- Supreme: The Return #2 (artista) (Awesome, 1999)
- Unity 2000 #1–3 (minisèrie, #4–6 no es van publicar) (artista) (Acclaim, 1999–2000)
- Vampirella #78 (artista) (Warren Publishing, 1979)
- Wyrd the Reluctant Warrior #1–6 (minisèrie) (escriptor/artista) (Slave Labor Graphics, 1999)

### Només portades
- Amazing Adventures vol. 2 #27 (Marvel Comics, 1974)
- The Avengers #120, 135 (Marvel Comics, 1974–1975)
- Captain America #162 (Marvel Comics, 1973)
- Comic Book Artist #18 (Twomorrows Publishing, 2002)
- Daredevil #107 (Marvel Comics, 1974)
- Defenders #110 (Marvel Comics, 1982)
- Dreadstar (sèrie de 1994) #1–2 (Malibu Comics, 1994)
- FOOM #9 (Marvel Comics, 1975)
- Green Lantern #129, 133 (DC Comics, 1980)
- The Incredible Hulk vol.2 #217 (Marvel Comics, 1977)
- Iron Man #68, 100, 160, 163 (Marvel Comics, 1974–1982)
- Jonah Hex #12 (DC Comics, 1978)
- Jungle Action vol. 2 #3 (Marvel Comics, 1973)
- Justice League of America #178–180, 183, 185 (DC Comics, 1980)
- Man-Thing #2 (Marvel Comics, 1974)
- Marvel Preview #13–14 (Marvel Comics, 1978)
- Marvel Super-Heroes #33, 47 (Marvel Comics, 1972–1974)
- Marvel Team-Up #27 (Marvel Comics, 1974)
- Marvel Two-in-One #6 (Marvel Comics, 1974)
- Marvel's Greatest Comics #39, 41 (Marvel Comics, 1973)
- The Mighty World of Marvel #2–20, 22, 24, 26 (Marvel UK, 1972)
- Miracleman #4 (Eclipse Comics, 1985)
- The Rampaging Hulk #5 (Marvel Comics, 1977)
- Super-Villain Team-Up #6 (Marvel Comics, 1976)
- Thanos #7 (Marvel Comics, 2004)

### Recopilacions
Hardcover:
- DC Comics Classics Library: A Death In The Family, 272 pàgines, setembre 2009, DC Comics, ISBN 9781401225162
- Death of the New Gods, 256 pàgines, setembre 2008, DC Comics, ISBN 978-1401218393
- Dreadstar: The Beginning, 230 pàgines, maig 2010, Dynamite, ISBN 978-1606901199
- Dreadstar: The Definitive Collection, 376 pàgines, setembre 2004, Dynamite, ISBN 978-0974963808
- Marvel Masterworks: Captain Marvel vol. 3, 288 pàgines, abril 2008, Marvel Comics, ISBN 978-0785130154
- Marvel Masterworks: Warlock vol. 2, 336 pàgines, juliol 2009, Marvel Comics, ISBN 978-0785135111
- Marvel Premiere Classic vol. 43: The Death of Captain Marvel, 128 pàgines, gener 2010, Marvel Comics, ISBN 978-0785146278
- Marvel Premiere Classic vol. 46: The Infinity Gauntlet, 256 pàgines, juliol 2010, Marvel Comics, ISBN 978-0785145509
- Marvel Premiere Classic vol. 47: Silver Surfer: Rebirth of Thanos, 224 pàgines, juliol 2010, Marvel Comics, ISBN 978-0785144786
- Infinity Gauntlet Omnibus, 1248 pàgines, juliol 2014, Marvel Comics, ISBN 978-0785154686

Softcover:
- Batman: A Death in the Family, 144 pàgines, març 1988, reeditat a novembre 2011 afegint la història "A Lonely Place of Dying", 272 pàgines, ISBN 1401232744
- Batman: Ten Nights of the Beast, 96 pàgines, octubre 1994, ISBN 1563891557
- Batman: The Cult, 208 pàgines, 1991, ISBN 0930289854
- Avengers vs. Thanos, 472 pàgines, març 2013, Marvel Comics, ISBN 978-0785168508
- Captain Marvel by Jim Starlin: The Complete Collection, desembre 2016, Marvel Comics
- Cosmic Guard (Kid Kosmos), 132 pàgines, abril 2008, Dynamite, ISBN 978-1933305028
- Cosmic Odyssey, 200 pàgines, setembre 2009, DC Comics, ISBN 978-1563890512
- Dreadstar: The Definitive Collection
  - Volum 1, 192 pàgines, agost 2004, Dynamite, ISBN 978-0974963815
  - Volum 2, 188 pàgines, setembre 2004, Dynamite, ISBN 978-0974963822
- Death of the New Gods, 256 pàgines, agost 2009, DC Comics, ISBN 978-1401222116
- Essential Doctor Strange volume 3, 616 pàgines, desembre 2007, Marvel Comics, ISBN 978-0785127338
- Essential Marvel Two-In-One
  - Volum 1, 576 pàgines, novembre 2005, Marvel Comics, ISBN 0-7851-1729-6
  - Volum 2, 568 pàgines, juny 2007, Marvel Comics, ISBN 978-0785126980
- Essential Rampaging Hulk volum 1, 584 pàgines, maig 2008, Marvel Comics, ISBN 978-0785126997
- Infinity Abyss, 176 pàgines, març 2003, Marvel Comics, ISBN 978-0785109853
- Infinity War, 400 pàgines, abril 2006, Marvel Comics, ISBN 978-0785121053
- Infinity Crusade
  - Volum 1, 248 pàgines, desembre 2008, Marvel Comics, ISBN 978-0785131274
  - Volum 2, 240 pàgines, gener 2009, Marvel Comics, ISBN 978-0785131281
- The Life of Captain Marvel, 256 pàgines, octubre 1991, Marvel Comics, ISBN 978-0871356352
- Thanos: Epiphany, 144 pàgines, agost 2004, Marvel Comics, ISBN 978-0785113553
- Warlock by Jim Starlin: The Complete Collection, 328 pàgines, febrer, 2014, Marvel Comics, ISBN 978-0785188476

### Portafolis
- Camelot 4005 (set pàgines en blanc i negre i un a color) (Bob Hakins, 1978)
- Insanity (sis pàgines en blanc i negre) (Middle Earth, 1974)
- Metamorphosis Odyssey (quatre pàgines a color) (S.Q. Productions, 1980)

### Retrospectiva
- Starlin, Jim; Pruett, Joe. The Art of Jim Starlin.  IDW Publishing/Desperado Publishing, 2010. ISBN 978-1600107702.